# Macaron d'Amiens
El macaron d'Amiens es una especialidad picarda a base de pasta de almendra, fruta y miel, cuya fama se remonta al siglo XVI.

## Presentación
Se han convertido en una especialidad de Amiens, y actualmente gozan de cierto éxito en Francia, como evidencia el grand prix de France des Spécialités Régionales obtenido en 1992, en el Salon International de la Confiserie.
Estos dulces de Amiens no tienen la consistencia de los macarons tradicionales hechos a base de merengue, pareciéndose más a galletas tiernas con sabor a almendra. Fueron popularizados por Jean Trogneux.